# David (voornaam)

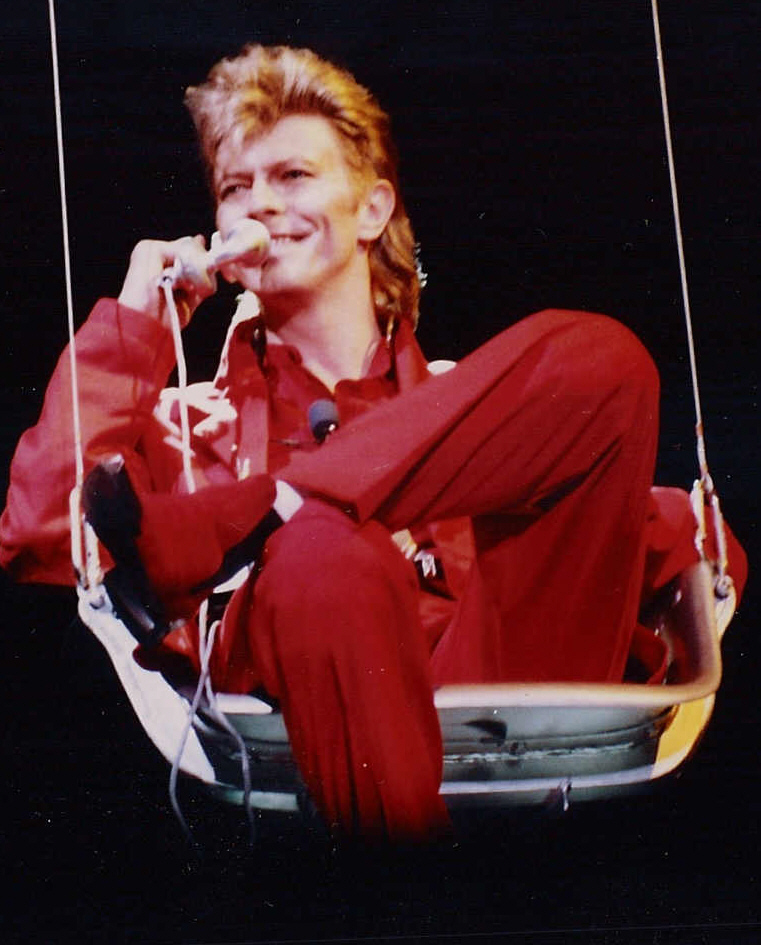
David Bowie

David is een jongensnaam van Hebreeuwse oorsprong met vermoedelijk als betekenis 'de geliefde, lieveling, vriend'.
David was de naam van de opvolger van Saul als koning van Israël. Als herdersjongen overwinnaar van de reus Goliath, als koning de eigenlijke grondvester van het rijk. Koning David maakte Jeruzalem tot hoofdstad. Hij is een belangrijk psalmdichter. 
De naam David wordt ook vaak in verband gebracht met de davidster, die de Joden moesten dragen in de Tweede Wereldoorlog. Op de vlag van Israël staat ook deze ster afgebeeld. 
Kerkelijke naamdagen:
- 29 december - H. David (O.T.)
- 1 maart - H. David, bisschop, apostel van Zuid-Wales en patroon van Wales. Deze dag heet in Wales St. David's.

## Bekende naamgenoten
- David Attenborough, bioloog en natuurdocumentairemaker
- David Beckham, voetballer
- David Benioff, schrijver
- David Bowie, popzanger
- David Copperfield, illusionist
- David Coulthard, formule 1 coureur
- David Degen, Zwitsers voetballer
- David Drake, Amerikaans auteur
- David Flusser, Israëlisch geschiedkundige
- David Gilmour, gitarist/zanger/songwriter van Pink Floyd
- David Goffin, tennisser
- David Guetta, dj
- David Lee Roth, (ex-)zanger Van Halen
- David Letterman, komiek en presentator
- Davod Lodge, schrijver
- David Lyons, acteur
- David Soul, Amerikaans-Brits acteur en zanger
- David Teniers, schilder